# La Trinité-du-Mont
La Trinité-du-Mont é uma comuna francesa na região administrativa da Normandia, no departamento de Sena Marítimo. Estende-se por uma área de 2,06 km². Em 2010 a comuna tinha 860 habitantes (densidade: 417,5 hab./km²).